# Temporada do Liverpool Football Club de 2016–17
Será a 125ª temporada do Liverpool FC desde a sua fundação a 3 de Junho de 1892. O clube não participará de competições europeias esta temporada devido a 8ª posição da Liga Inglesa anterior.

## Equipe
Última atualização a 22 de Julho de 2016
| 1              | Loris Karius        | Alemanha      | GK          | 22 junho 1993     |
| 13             | Alex Manninger      | Áustria       | GK          | 4 junho 1977      |
| 22             | Simon Mignolet      | Bélgica       | GK          | 6 março 1988      |
| Defensores     |                     |               |             |                   |
| 2              | Nathaniel Clyne     | Inglaterra    | RB          | 5 abril 1991      |
| 3              | Mamadou Sakho       | França        | CB          | 13 fevereiro 1990 |
| 6              | Dejan Lovren        | Croácia       | CB          | 5 julho 1989      |
| 12             | Joe Gomez           | Inglaterra    | RB/LB/CB    | 23 maio 1997      |
| 17             | Ragnar Klavan       | Estónia       | CB          | 30 outubro 1985   |
| 18             | Alberto Moreno      | Espanha       | LB          | 5 julho 1992      |
| 26             | Tiago Ilori         | Portugal      | CB          | 26 fevereiro 1993 |
| 32             | Joël Matip          | Camarões      | CB          | 8 agosto 1991     |
| 38             | Jon Flanagan        | Inglaterra    | RB/LB       | 1 janeiro 1993    |
| 44             | Brad Smith          | Austrália     | LB          | 9 abril 1994      |
| 47             | Andre Wisdom        | Inglaterra    | RB/CB       | 9 maio 1993       |
| 56             | Connor Randall      | Inglaterra    | RB          | 21 outubro 1995   |
| Meio-campistas |                     |               |             |                   |
| 5              | Georginio Wijnaldum | Países Baixos | CM/AM/RW/LW | 11 novembro 1990  |
| 7              | James Milner        | Inglaterra    | CM/RW/LW    | 4 janeiro 1986    |
| 10             | Philippe Coutinho   | Brasil        | LW/AM       | 12 junho 1992     |
| 14             | Jordan Henderson    | Inglaterra    | CM          | 17 junho 1990     |
| 16             | Marko Grujić        | Sérvia        | CM          | 13 abril 1996     |
| 20             | Adam Lallana        | Inglaterra    | AM/RW/LW    | 10 maio 1988      |
| 21             | Lucas               | Brasil        | DM/CM       | 9 janeiro 1987    |
| 23             | Emre Can            | Alemanha      | DM/CM       | 12 janeiro 1994   |
| 24             | Joe Allen           | País de Gales | CM          | 14 março 1990     |
| 25             | Cameron Brannagan   | Inglaterra    | DM/CM       | 9 maio 1996       |
| 35             | Kevin Stewart       | Inglaterra    | DM          | 7 setembro 1993   |
| 50             | Lazar Marković      | Sérvia        | RW/LW       | 2 março 1994      |
| 54             | Sheyi Ojo           | Inglaterra    | RW/LW       | 19 junho 1997     |
| 68             | Pedro Chirivella    | Espanha       | DM/CM       | 27 maio 1997      |
|                | Luis Alberto        | Espanha       | AM          | 28 setembro 1992  |
| Atacantes      |                     |               |             |                   |
| 9              | Christian Benteke   | Bélgica       | ST          | 3 dezembro 1990   |
| 11             | Roberto Firmino     | Brasil        | FW/AM       | 2 outubro 1991    |
| 15             | Daniel Sturridge    | Inglaterra    | ST          | 1 setembro 1989   |
| 19             | Sadio Mané          | Senegal       | FW/RW/LW    | 10 abril 1992     |
| 27             | Divock Origi        | Bélgica       | FW/LW       | 18 abril 1995     |
| 28             | Danny Ings          | Inglaterra    | FW/RW/LW    | 23 julho 1992     |
| 45             | Mario Balotelli     | Itália        | ST          | 12 agosto 1990    |

#### Novos contratos
| Num. | Pos | Jogador    | Data         | Fonte |
| ---- | --- | ---------- | ------------ | ----- |
| 52   | GK  | Danny Ward | 11 July 2016 | [ 1 ] |

### Transferências e Empréstimos

#### Transferências

##### Ingressos de transferências
| Data de ingresso | Posição | Número | Jogador             | Clube de origem  | Valor        | Ref.         |
| ---------------- | ------- | ------ | ------------------- | ---------------- | ------------ | ------------ |
| 1 Julho 2016     | CB      | 32     | Joël Matip          | Schalke 04       | £ 0          | [ 2 ]        |
| 1 Julho 2016     | GK      | 1      | Loris Karius        | Mainz 05         | £ 4,700,000  | [ 3 ]        |
| 1 Julho 2016     | FW      | 19     | Sadio Mané          | Southampton      | £ 34,000,000 | [ 4 ]        |
| 20 Julho 2016    | CB      | 17     | Ragnar Klavan       | Augsburg         | £ 4,200,000  | [ 5 ]        |
| 22 Julho 2016    | GK      | 13     | Alex Manninger      | Augsburg         | £ 0          | [ 6 ]        |
| 22 Julho 2016    | AM      | 5      | Georginio Wijnaldum | Newcastle United | £ 23,000,000 | [ 7 ]        |
| Total            | Total   | Total  | Total               | Total            | £ 65,900,000 | £ 65,900,000 |

##### Egressos de transferências
| Data de saída | Posição | Número | Jogador              | Clube de destino | Valor        | Ref.         |
| ------------- | ------- | ------ | -------------------- | ---------------- | ------------ | ------------ |
| 1 Julho 2016  | CM      | 46     | Jordan Rossiter      | Rangers          | £ 250,000    | [ 8 ]        |
| 1 Julho 2016  | LB      | 3      | José Enrique         | Sem clube        | £ 0          | [ 9 ]        |
| 1 Julho 2016  | CB      | 4      | Kolo Touré           | Celtic           | £ 0          | [ 9 ]        |
| 1 Julho 2016  | ST      | 36     | Samed Yeşil          | Sem clube        | £ 0          | [ 9 ]        |
| 1 Julho 2016  | AM      | 53     | João Carlos Teixeira | Porto            | £ 250,000    | [ 10 ]       |
| 1 Julho 2016  | ST      | 48     | Jerome Sinclair      | Watford          | £ 4,000,000  | [ 11 ]       |
| 13 Julho 2016 | RW      | 64     | Sergi Canós          | Norwich City     | £ 2,500,000  | [ 12 ]       |
| 14 Julho 2016 | CB      | 37     | Martin Škrtel        | Fenerbahçe       | £ 5,000,000  | [ 13 ]       |
| 14 Julho 2016 | RW      | 33     | Jordon Ibe           | AFC Bournemouth  | £ 15,000,000 | [ 14 ]       |
| Total         | Total   | Total  | Total                | Total            | £ 27 000 000 | £ 27 000 000 |

#### Empréstimos

##### Ingressos de empréstimo
| Início | Término | Posição | Número | Jogador | Clube de origem | Valor | Ref. |  |
| Total  | Total   | Total   | Total  | Total   | Total           |       |      |  |
| ------ | ------- | ------- | ------ | ------- | --------------- | ----- | ---- |  |

##### Egressos de empréstimo
| Início       | Término          | Posição | Número | Jogador     | Clube de destino  | Valor | Ref.   |
| ------------ | ---------------- | ------- | ------ | ----------- | ----------------- | ----- | ------ |
| 10 July 2016 | Fim da temporada | GK      | 39     | Ryan Fulton | Chesterfield      | £ 0   | [ 15 ] |
| 11 July 2016 | Fim da temporada | GK      | 52     | Danny Ward  | Huddersfield Town | £ 0   | [ 16 ] |
| 20 July 2016 | Fim da temporada | GK      | 34     | Ádám Bogdán | Wigan Athletic    | £ 0   | [ 17 ] |
| 26 July 2016 | Fim da temporada | RW/LW   | 39     | Ryan Kent   | Ipswich Town      | £ 0   | [ 18 ] |
| Total        |                  |         |        |             |                   |       |        |

#### Sumário de transferências
| Gastos Verão: £ 65,900,000 Inverno: £ Total: £ 65,900,000 | Ganhos Verão: £ 27,000,000 Inverno: £ Total: £ 27,000,000 | Despesa Verão: £ 38,900,000 Inverno: £ Total: £ 38,900,000 |

## Jogos do Liverpool

### Pre-temporada

#### Amistosos
| 8 Jul 2016 Amistoso | Tranmere Rovers | 0–1       | Liverpool | Birkenhead, Inglaterra |  |
| 19:00 BST           |                 | Relatório | Ings 78'  | Estádio: Prenton Park  |  |

| 13 Jul 2016 Amistoso | Fleetwood Town | 0–5       | Liverpool                                                  | Fleetwood, Inglaterra     |  |
| 19:00 BST            |                | Relatório | Grujić 18' · Woodburn 52' · Lucas 69' · Firmino 70', 90+1' | Estádio: Highbury Stadium |  |

| 17 Jul 2016 Amistoso | Wigan Athletic | 0–2       | Liverpool               | Wigan, Inglaterra   |  |
| 16:00 BST            |                | Relatório | Ings 71' · Woodburn 74' | Estádio: DW Stadium |  |

| 20 Jul 2016 Amistoso | Huddersfield Town | 0–2       | Liverpool                      | Huddersfield, Inglaterra      |  |
| 19:45 BST            |                   | Relatório | Grujić 32' · Moreno 90' (pen.) | Estádio: John Smith's Stadium |  |

| 1 agosto 2016 Amistoso | Liverpool     | 1 - 2     | Roma                                                    | St. Louis, MO, EUA     |  |
| 19:30 CDT              | Ojo 45+1' 36' | Relatório | Džeko 29' · M. Salah 62' · Juan Jesus 57' · Paredes 84' | Estádio: Busch Stadium |  |

| 7 agosto 2016 Amistoso | Mainz 05                                                       | 4 - 0     | Liverpool | Mainz, Alemanha                                      |  |
| 14:45 BST              | D. Brosinski 15' · J. Córdoba 45' · Y. Malli 59' · Y. Muto 74' | Relatório |           | Estádio: Coface Arena Público: 31 600 Árbitro: Drees |  |

#### International Champions Cup
| 27 julho 2016 Amistoso | Chelsea                       | 1 - 0     | Liverpool | Pasadena, CA, EUA                                            |  |
| 20:30 UTC-7            | Cahill 10' 24' · Fàbregas 70' | Relatório |           | Estádio: Rose Bowl Público: 53 117 Árbitro: Baldomero Toledo |  |

| 30 julho 2016 Amistoso | Liverpool                                            | 2 - 0     | Milan | Santa Clara, CA, EUA                                         |  |
| 19:00 UTC-7            | Divock Origi 59' · Roberto Firmino 73' · Lallana 40' | Relatório |       | Estádio: Levi's Stadium Público: 30 758 Árbitro: Kevin Stott |  |

| 6 agosto 2016 Amistoso | Liverpool                                      | 4 - 0     | Barcelona | Londres, Inglaterra                                               |  |
| 12:00 UTC 0            | Mané 15' · Mascherano 47' · Origi 48' · Grujic | Relatório |           | Estádio: Wembley Stadium Público: 89 845 Árbitro: Martin Atkinson |  |

### Premier League
| 14 agosto 2016 01ª rodada | Arsenal                                             | 3 – 4     | Liverpool                                    | Londres, Inglaterra                                                        |  |
| 16:00 BST                 | Walcott 31' · Oxlade-Chamberlain 64' · Chambers 75' | Relatório | Coutinho 45+1', 56' · Lallana 49' · Mané 63' | Estádio: Emirates Stadium, Londres Público: 60 033 Árbitro: Michael Oliver |  |

| 20 agosto 2016 02ª rodada | Burnley             | 2 – 0     | Liverpool | Burnley, Inglaterra                                   |  |
| 11:00 BST                 | Vokes 2' · Gray 37' | Relatório |           | Estádio: Turf Moor Público: 21 313 Árbitro: Lee Mason |  |

| 27 agosto 2016 03ª rodada | Tottenham | 1 – 1     | Liverpool        | Londres, Inglaterra                                             |  |
| 08:30 BST                 | Rose 72'  | Relatório | Milner 43' (pen) | Estádio: White Hart Lane Público: 31 211 Árbitro: Robert Madley |  |

| 10 setembro 2016 04ª rodada | Liverpool                                | 4 – 1     | Leicester       | Liverpool, Inglaterra                                  |  |
| 13:30 BST                   | Firmino 13' 89' · Mané 31' · Lallana 56' | Relatório | Jamie Vardy 38' | Estádio: Anfield Público: 51 232 Árbitro: Craig Pawson |  |

| 17 setembro 2016 05ª rodada | Chelsea      | 1 – 2     | Liverpool                  | Londres, Inglaterra                                               |  |
| 16:00 BST                   | D. Costa 61' | Relatório | Lovren 17' · Henderson 36' | Estádio: Stamford Bridge Público: 41 514 Árbitro: Martin Atkinson |  |

| 24 setembro 2016 06ª rodada | Liverpool                                              | 5 – 1     | Hull City  | Liverpool, Inglaterra                                    |  |
| 11:00 BST                   | Lallana 17' · Milner 30' 71' · Mané 36' · Coutinho 52' | Relatório | Meyler 51' | Estádio: Anfield Público: 53 109 Árbitro: Andre Marriner |  |

| 1 outubro 2016 07ª rodada | Swansea City | 1 – 2     | Liverpool                | Swansea, País de Gales                                           |  |
| 11:00 BST                 | Leroy Fer 8' | Relatório | Firmino 54' · Milner 84' | Estádio: Liberty Stadium Público: 20 862 Árbitro: Michael Oliver |  |

| 15 outubro 2016 08ª rodada | Liverpool | 0 – 0     | Manchester United | Liverpool, Inglaterra                                    |  |
| 11:00 BST                  |           | Relatório |                   | Estádio: Anfield Público: 52 769 Árbitro: Anthony Taylor |  |

| 22 outubro 2016 09ª rodada | Liverpool               | 2 – 1     | West Bromwich Albion | Liverpool, Inglaterra                                    |  |
| 12:00 BST                  | Mané 20' · Coutinho 35' | Relatório | McAuley 81'          | Estádio: Anfield Público: 55 218 Árbitro: Neil Swarbrick |  |

| 29 outubro 2016 10ª rodada | Crystal Palace   | 2 – 4     | Liverpool                                      | Londres, Inglaterra                                            |  |
| 17:30 BST                  | McArthur 18' 33' | Relatório | Can 16' · Lovren 21' · Matip 44' · Firmino 71' | Estádio: Selhurst Park Público: 25 628 Árbitro: Andre Marriner |  |

| 5 novembro 2016 11ª rodada | Liverpool                                                             | 6 – 1     | Watford     | Liverpool, Inglaterra                                    |  |
| 16:15 BST                  | Mané 27' 60' · Coutinho 30' · Can 43' · Firmino 57' · Wijnaldum 90+1' | Relatório | Janmaat 75' | Estádio: Anfield Público: 53 163 Árbitro: Michael Oliver |  |

| 19 novembro 2016 12ª rodada | Southampton | 0 – 0     | Liverpool | Southampton, Inglaterra                                              |  |
| 13:00 BST                   |             | Relatório |           | Estádio: St Mary's Stadium Público: 31 848 Árbitro: Mark Clattenburg |  |

| 26 novembro 2016 13ª rodada | Liverpool                | 2 – 0     | Sunderland | Liverpool, Inglaterra                    |  |
| 13:00 BST                   | Origi 75' · Milner 90+1' | Relatório |            | Estádio: Anfield Árbitro: Anthony Taylor |  |

| 3 dezembro 2016 14ª rodada | Bournemouth                                          | 4 – 3     | Liverpool                      | Bournemouth, Inglaterra                    |  |
| 13:00 BST                  | Wilson 56' (pen) · Fraser 76' · Cook 78' · Aké 90+3' | Relatório | Mané 20' · Origi 22' · Can 64' | Estádio: Dean Court Árbitro: Robert Madley |  |

| 11 dezembro 2016 15ª rodada | Liverpool              | 2 – 2     | West Ham United         | Liverpool, Inglaterra                                      |  |
| 13:00 BST                   | Lallana 5' · Origi 48' | Relatório | Payet 27' · Antonio 39' | Estádio: Anfield Público: 53 068 Árbitro: Mark Clattenburg |  |

| 14 dezembro 2016 16ª rodada | Middlesbrough | 0 – 3     | Liverpool                    | Middlesbrough, Inglaterra                                         |  |
| 17:45 BST                   |               | Relatório | Lallana 29', 68' · Origi 60' | Estádio: Riverside Stadium Público: 32 704 Árbitro: Jonathan Moss |  |

| 17 dezembro 2016 17ª rodada | Everton    | 0 – 1     | Liverpool | Liverpool, Inglaterra                                           |  |
| 13:00 BST                   | Mané 90+4' | Relatório |           | Estádio: Goodison Park Público: 39 590 Árbitro: Mon 19 Dec 2016 |  |

| 27 dezembro 2016 18ª rodada | Liverpool                                              | 4 – 1     | Stoke City  | Liverpool, Inglaterra                                    |  |
| 13:00 BST                   | Lallana 34' · Firmino 44' · Imbula 59' · Sturridge 70' | Relatório | Walters 12' | Estádio: Anfield Público: 53 094 Árbitro: Michael Oliver |  |

| 31 dezembro 2016 19ª rodada | Liverpool    | 1 – 0     | Manchester City | Liverpool, Inglaterra                                  |  |
| 13:00 BST                   | Wijnaldum 8' | Relatório |                 | Estádio: Anfield Público: 53 120 Árbitro: Craig Pawson |  |

| 2 janeiro 2017 20ª rodada | Sunderland                | 2 – 2     | Liverpool                | Sunderland, Inglaterra                                            |  |
| 13:00 BST                 | Defoe 25' (pen) 84' (pen) | Relatório | Sturridge 19' · Mané 72' | Estádio: Stadium of Light Público: 46 494 Árbitro: Anthony Taylor |  |

| 15 janeiro 2017 21ª rodada | Manchester United | 1 – 1     | Liverpool        | Manchester, Inglaterra                                        |  |
| 13:00 BST                  | Ibrahimovic 84'   | Relatório | Milner 27' (pen) | Estádio: Old Trafford Público: 75 276 Árbitro: Michael Oliver |  |

| 21 janeiro 2017 22ª rodada | Liverpool       | 2 – 3     | Swansea City                      | Liverpool, Inglaterra                                  |  |
| 13:00 BST                  | Firmino 55' 69' | Relatório | Llorente 48' 52' · Sigurdsson 74' | Estádio: Anfield Público: 53 169 Árbitro: Kevin Friend |  |

| 31 janeiro 2017 23ª rodada | Liverpool     | 1 – 1     | Chelsea        | Liverpool, Inglaterra                                      |  |
| 18:00 BST                  | Wijnaldum 57' | Relatório | David Luiz 24' | Estádio: Anfield Público: 53 157 Árbitro: Mark Clattenburg |  |

| 4 fevereiro 2017 24ª rodada | Hull City                | 2 – 0     | Liverpool | Hull, Inglaterra                                         |  |
| 13:00 BST                   | N'Diaye 44' · Niasse 84' | Relatório |           | Estádio: KCOM Stadium Público: 24 822 Árbitro: Lee Mason |  |

| 11 fevereiro 2017 25ª rodada | Liverpool    | 2 – 0     | Tottenham Hotspur | Liverpool, Inglaterra                                    |  |
| 13:00 BST                    | Mané 16' 18' | Relatório |                   | Estádio: Anfield Público: 53 159 Árbitro: Anthony Taylor |  |

| 27 fevereiro 2017 26ª rodada | Leicester                      | 3 – 1     | Liverpool    | Leicester, Inglaterra                                               |  |
| 12:00 BST                    | Vardy 28' 60' · Drinkwater 39' | Relatório | Coutinho 68' | Estádio: King Power Stadium Público: 32 034 Árbitro: Michael Oliver |  |

| 4 março 2017 27ª rodada | Liverpool                               | 3 – 1     | Arsenal     | Liverpool, Inglaterra                                   |  |
| 17:30 BST               | Firmino 9' · Mané 40' · Wijnaldum 90+1' | Relatório | Welbeck 57' | Estádio: Anfield Público: 53 146 Árbitro: Robert Madley |  |

| 12 março 2017 28ª rodada | Liverpool                 | 2 – 1     | Burnley   | Liverpool, Inglaterra                                  |  |
| 13:00 BST                | Wijnaldum 45+1' · Can 61' | Relatório | Barnes 7' | Estádio: Anfield Público: 53 145 Árbitro: Craig Pawson |  |

| 19 março 2017 29ª rodada | Manchester City | 1 – 1     | Liverpool        | Manchester, Inglaterra                                          |  |
| 13:30 BST                | Agüero 69'      | Relatório | Milner 51' (pen) | Estádio: Etihad Stadium Público: 54 449 Árbitro: Michael Oliver |  |

| 1 abril 2017 30ª rodada | Liverpool                          | 3 – 1     | Everton        | Liverpool, Inglaterra                                    |  |
| 11:00 BST               | Mané 8' · Coutinho 31' · Origi 60' | Relatório | Pennington 28' | Estádio: Anfield Público: 52 920 Árbitro: Anthony Taylor |  |

| 5 abril 2017 31ª rodada | Liverpool                | 2 – 2     | Bournemouth         | Liverpool, Inglaterra                               |  |
| 16:00 BST               | Coutinho 40' · Origi 59' | Relatório | Afobe 7' · King 87' | Estádio: Anfield Público: 53 292 Árbitro: Lee Mason |  |

| 8 abril 2017 32ª rodada | Stoke City  | 1 – 2     | Liverpool                  | Stoke-on-Trent, Inglaterra                                 |  |
| 11:00 BST               | Walters 44' | Relatório | Coutinho 70' · Firmino 72' | Estádio: Bet365 Stadium Público: 27 568 Árbitro: Mike Dean |  |

| 15 abril 2017 33ª rodada | West Bromwich Albion | 0 – 1 | Liverpool   | West Bromwich, Inglaterra |  |
| 12:00 BST                |                      |       | Firmino 46' | Estádio: The Hawthorns    |  |

| 22 abril 2017 34ª rodada | Liverpool    | 1 – 2 | Crystal Palace  | Liverpool, Inglaterra |  |
| 11:00 BST                | Coutinho 24' |       | Benteke 42' 74' | Estádio: Anfield      |  |

| 29 abril 2017 35ª rodada | Watford | 0 – 1 | Liverpool | Watford, Inglaterra    |  |
| 11:00 BST                |         |       | Can 47'   | Estádio: Vicarage Road |  |

| 6 maio 2017 36ª rodada | Liverpool | 0 – 0 | Southampton | Liverpool, Inglaterra |  |
| 11:00 BST              |           |       |             | Estádio: Anfield      |  |

| 13 maio 2017 37ª rodada | West Ham United | 0 – 4 | Liverpool                                    | Londres, Inglaterra      |  |
| 11:00 BST               |                 |       | Sturridge 35' · Coutinho 57' 61' · Origi 76' | Estádio: Olympic Stadium |  |

| 21 maio 2017 38ª rodada | Liverpool                                  | 3 – 0 | Middlesbrough | Liverpool, Inglaterra |  |
| 11:00 BST               | Wijnaldum 46' · Coutinho 51' · Lallana 56' |       |               | Estádio: Anfield      |  |